# Četa

Značka pro pěší četu v mapové symbolice NATO

Četa (z tureckého çete) je vojenská jednotka, která spadá většinou pod roty. Jedna četa je 20 až 80 vojáků, která se dále může dělit na družstva či sekce (poločety), které mají více vojáků než družstva, ale dle států a doby se její početní stav pohybuje od 30 do 80 vojáků. V rakouské armádě to byla čtvrtina setniny. Četa se dále dělí na družstva. Velitelem čety je zpravidla nižší důstojník, obvykle poručík.